# Sabañón
Un sabañón o eritema pernio es una inflamación bajo la piel, acompañada de prurito y dolor, producida por el efecto repetido o prolongado del frío y la humedad.

## Características
Afecta a un reducido número de partes de cuerpo, especialmente pies, manos, dedos, nariz y orejas. Al cesar el frío, la inflamación puede curarse sin tratamiento en el plazo de tres semanas. Mientras sanan las partes afectadas es conveniente calentarlas y, además, tratar eventualmente el prurito con algún ungüento. Afecta principalmente por el cambio repentino de temperatura de frío a calor. Para evitar los sabañones es recomendable, si se tiene alguna parte del cuerpo muy fría, no rozarla ni calentarla bruscamente; es mucho mejor cuando ya se está en casa dejar que el mismo cuerpo vaya calentándose poco a poco, en un proceso que puede durar horas. 
Como medida de prevención, es necesario proteger del frío y la humedad las partes vulnerables a este mal. La nifedipina se utiliza en los casos especialmente difíciles de tratar. Realizar deportes aeróbicos, en ambientes no fríos, como correr, bicicleta en intensidad media u otros deportes ayudan a eliminarlos, puesto que el sabañón se produce por problemas circulatorios. Existen además remedios naturistas a base de tabaco (Nicotiana tabacum).[cita requerida]